# Anson Dyer
Anson Dyer, nato Ernest J. Anson Dyer (Brighton, 18 luglio 1876 – Cheltenham, 22 febbraio 1962), è stato un regista, sceneggiatore, animatore, attore e direttore della fotografia inglese. Nel corso degli anni '40, i suoi studi di produzione Stratford Abbey Films, siti a Stroud, erano gli unici di tutta l'Europa occidentale a utilizzare il sistema Technicolor. Film come L'isola del tesoro di Walt Disney e La rosa di Bagdad di Anton Gino Domeneghini furono elaborati in Technicolor negli stabilimenti inglesi di Anson Dyer.

## Filmografia
La filmografia - basata su IMDb - è incompleta.

### Regista
- Peter's Picture Poems (1917)
- Old King Koal (1917)
- Three Little Pigs (1918)
- Oh'phelia o Oh'phelia a Cartoon Burlesque (1919)
- Romeo and Juliet (1919)
- The Merchant of Venice (1919)
- 'Amlet (1919)
- Othello (1920)
- Dollars in Surrey, co-regia George Dewhurst (1921)
- Little Red Riding Hood (1922)
- The Story of the Port of London (1932)
- Drummed Out
- Sam and His Musket
- Beat the Retreat
- Carmen (1936)
- Sam's Medal
- Halt, Who Goes There?
- The Lion and Albert
- Three Ha'pence a Foot
- Gunner Sam
- As Old as the Hills
- Fowl Play

### Sceneggiatore
- Peter's Picture Poems, regia di Anson Dyer (1917)
- Old King Koal, regia di Anson Dyer (1917)
- Oh'phelia o Oh'phelia a Cartoon Burlesque, regia di Anson Dyer (1919)
- Romeo and Juliet, regia di Anson Dyer (1919)
- The Merchant of Venice, regia di Anson Dyer (1919)
- 'Amlet, regia di Anson Dyer (1919)
- Othello, regia di Anson Dyer (1920)
- The Story of the Port of London, regia di Anson Dyer (1932)
- Flood Tide, regia di John Baxter (1934)
- Carmen, regia di Anson Dyer (1936)
- The Vicar of Bray, regia di Henry Edwards (1937)
- The Second Mate, regia di John Baxter (1950)

### Animatore
- The Story of the Port of London, regia di Anson Dyer (1932)
- Peter's Picture Poems, regia di Anson Dyer (1917)
- Old King Koal, regia di Anson Dyer (1917)
- Oh'phelia o Oh'phelia a Cartoon Burlesque, regia di Anson Dyer (1919)
- Romeo and Juliet, regia di Anson Dyer (1919)
- The Merchant of Venice, regia di Anson Dyer (1919)
- 'Amlet, regia di Anson Dyer (1919)
- Othello, regia di Anson Dyer (1920)

### Direttore della fotografia
- Peter's Picture Poems, regia di Anson Dyer (1917)

### Attore
- Old King Koal, regia di Anson Dyer (1917)